# Saga de Valla-Ljóts
La Saga de Valla-Ljóts (también Saga de Valla-Ljótr; nórdico antiguo: Valla-Ljóts Saga) es una de las sagas islandesas fechada en el siglo XIII. 

## Trama
La saga describe el enfrentamiento entre dos jefes (hǫfðingjar): Ljótr Ljótólfsson de Vellir y Gudmund el Poderoso de los Möðruvellingar. Es en cierta medida una continuación de la saga de Svarfdæla. Trata de la colonización de la región de Svarfaðardalur en el siglo X y las disputas entre los habitantes de las localidades de Svarfaðardalur y Eyjafjörður. La saga se considera poco ambiciosa comparada con otros relatos del mismo tipo y de la misma época.

## Traducciones
- Valla-Ljot's saga. Translated by Paul Acker. En: Viðar Hreinsson (General Editor): The Complete Sagas of Icelanders including 49 Tales. Reykjavík: Leifur Eiríksson Publishing, 1997. Volume IV, pp. 131-147. ISBN 9979-9293-4-0.